# Львівська обласна рада VIII демократичного скликання

Європейська Солідарність (28)
Слуга народу (9)
Самопоміч (9)
Батьківщина (7)
Голос (7)
Свобода (6)
Народний рух України (6)
Українська Галицька партія (6)
За майбутнє (6)

Львівська обласна рада народних депутатів VIII демократичного скликання — представницький орган Львівської області з 2020 року.
Нижче наведено список депутатів Львівської обласної ради народних депутатів VIII демократичного скликання, обраних 25 жовтня 2020 року. Всього до Львівської обласної ради VIII демократичного скликання було обрано 84 особи. 
Згідно з результатами виборів до облради потрапили представники зі списків таких політичних сил:
| № | Партія                     | Здобуто місць |
| - | -------------------------- | ------------- |
| 1 | Європейська Солідарність   | 28            |
| 2 | Слуга народу               | 9             |
| 3 | Об'єднання «Самопоміч»     | 9             |
| 4 | ВО «Батьківщина»           | 7             |
| 5 | Голос                      | 7             |
| 6 | ВО «Свобода»               | 6             |
| 7 | Українська Галицька партія | 6             |
| 8 | Народний рух України       | 6             |
| 9 | За Майбутнє                | 6             |

| Прізвище, ім'я, по-батькові        | Політична партія           | Посада | Примітки |
| ---------------------------------- | -------------------------- | --- | --- |
| Андрейко Віталій Васильович        | Українська Галицька партія | Директор ПП «Комфорт Містобуд» м. Новояворівськ | |
| Байтала Михайло Романович          | ВО «Свобода»               | Начальник управління Державного агентства з управління зоною відчуження, м.Київ                                                                                                | |
| Баран Василь Степанович            | Європейська Солідарність   | Директор Перемишлянської районної філії Львівського обласного центру зайнятості                                                                                                | |
| Бей Тетяна Богданівна              | За Майбутнє                | Директор ТзОВ «Форелька», смт. Брюховичі | |
| Березюк Ольга Миронівна            | Європейська Солідарність   | Тимчасово не працює, с. Поршна Львівської області | Повноваження припинені 28 грудня 2023 року |
| Білас Всеволод Омелянович          | Європейська Солідарність   | Директор з корпоративних питань Приватного акціонерного товариства «ІДС», м. Моршин                                                                                            | |
| Біляк Микола Романович             | Європейська Солідарність   | Священик ПЦУ, сотрудник храму св. Юрія Переможця на вул. Тараса Бобанича (Хаммера) у Львові                                                                                    | склав присягу 14.11.2023, змінив Миколу Седіла |
| Буба Євген Іванович                | Європейська Солідарність   | Директор малого підприємства «Руно», с. Лапаївка Львівської області | |
| Буняк Степан Остапович             | Європейська Солідарність   | Фізична особа-підприємець, смт. Великий Любінь | |
| Бучко Юрій Богданович              | Слуга народу               | заступник начальника Львівської ОВА | склав присягу 12.03.2024, змінив Олександра Тіщенка |
| Василько Олена Василівна           | Слуга народу               | Директор департаменту архітектури та розвитку містобудування Львівської обласної державної адміністрації                                                                       | |
| Вороновська Роксолана Андріївна    | Голос                      | Директор ТзОВ «Ел Ві Бі Ес Консалтинг», м. Львів | |
| Гаврон Володимир Іванович          | Українська Галицька партія | Підприємець, м. Жидачів | змінив Ірину Кравець |
| Гагалюк Богдан Миколайович         | Народний рух України       | колишній 1-й заступник голови Львівської обласної ради | |
| Галецька Наталія Богданівна        | Голос                      | Старший викладач кафедри теорії права та прав людини ЗВО «Український католицький університет», м. Львів; провідний юрисконсульт ТзОВ «Бізнес Профіт Консалт», с. Рясне-Руське | |
| Ганущин Олександр Олександрович    | Європейська Солідарність   | колишній голова Львівської обласної ради | |
| Гасяк Ярослав Вікторович           | Європейська Солідарність   | завідувач юридичного відділу Львівської облради | склав присягу 14.11.2023, замінив Григорія Козловського |
| Герус Іванна Ігорівна              | Голос                      | Голова секретаріату Львівської обласної територіальної організації Політичної Партії «Голос»                                                                                   | повноваження припинені 4 липня 2023 року, замість неї обраний Мирослав Карпінський                                                                              |
| Гичка Михайло Михайлович           | Європейська Солідарність   | Генеральний директор комунального некомерційного підприємства Львівської обласної ради «Львівська обласна клінічна лікарня»                                                    | |
| Гірник Євгеній Володимирович       | ВО «Батьківщина»           | Комерційний директор ФОП Гірник В.Є.; молодший науковий співробітник Інституту обдарованої дитини Національної академії педагогічних наук України, м. Київ                     | Вийшов з фракції ВО "Батьківщина" 4 липня 2023 року, позафракційний                                                                                             |
| Гримак Ірина Ярославівна           | Європейська Солідарність   | Заступник директора ТзОВ «Будівельна компанія «Лазурит», м.Львів | |
| Дворянин Парасковія Ярославівна    | Об'єднання «Самопоміч»     | Директор з інформаційних проєктів Приватного акціонерного товариства «ТРК «Люкс», м.Львів                                                                                      | |
| Дейнека Анатолій Михайлович        | Слуга народу               | Начальник Львівського обласного управління лісового та мисливського господарства                                                                                               | |
| Демчина Роман Іванович             | Європейська Солідарність   | Директор приватного підприємства «Рома», м. Рава-Руська | |
| Джулай Галина Романівна            | Українська Галицька партія | Директор львівської управлінської компанії «Нове місто» | змінила Кульчицьку-Волчко Марію |
| Дзюдзь Михайло Семенович           | Європейська Солідарність   | генерал-майор, пенсіонер МВС, с. Вовче Самбірського району Львівської області                                                                                                  | засуджений 14 жовтня 2022 року до пʼяти років увʼязнення з конфіскацією майна за хабарництво, склав депутатські повноваження, замість нього обраний Микола Фрей |
| Дзядик Сергій Євгенович            | Народний рух України       | Голова Львівської крайової організації політичної партії Народний Рух України                                                                                                  | |
| Дмитришин Роман Михайлович         | Голос                      | Лікар-ординатор ВНМД КНМД Військово-медичного клінічного центру Західного регіону, м. Львів                                                                                    | |
| Добош Ростислав Олексійович        | Голос                      | Заступник директора ТзОВ «Компресорні Технології», м. Львів | |
| Доманський Володимир Володимирович | Європейська Солідарність   | Голова Брюховицької селищної ради | |
| Доскіч Юрій Юрійович               | Слуга народу               | Президент ТзОВ «ГАЛ-КАТ», м. Львів | |
| Дуда Олег Романович                | Європейська Солідарність   | Лікар-онкохірург, в. о. головного лікаря КНП ЛОР «Львівський онкологічний регіональний лікувально-діагностичний центр»                                                         | |
| Дуліб'яник Андрій Ярославович      | ВО «Батьківщина»           | Радник директора з економічних питань ТзОВ «Надрагідробурмаш», м. Борислав | |
| Дума Андрій Романович              | Європейська Солідарність   | Директор ТзОВ «Львівське АТП-14631», м. Львів | |
| Єрченко Роксолана Ярославівна      | Європейська Солідарність   | Приватне підприємство «Інтерсоно», лікар-терапевт | замінила Ярославу Мамчур |
| Зубач Любомир Львович              | Об'єднання «Самопоміч»     | Заступник міського голови з містобудування Львівської міської ради | |
| Іванченко Наталія Олександрівна    | Слуга народу               | Асистент кафедри інфекційних хвороб Львівського національного медичного університету імені Данила Галицького                                                                   | |
| Іваш Олег Ігорович                 | Європейська Солідарність   | Підприємець | замінив покійного Володимира Квурта 6 лютого 2024 року |
| Іщук Микола Васильович             | Народний рух України       | Фізична особа-підприємець, м. Львів | |
| Карпінський Мирослав Зіновійович   | Голос                      | Директор ДП «Екран-Вікносвіт», м. Стрий | склав присягу 27 лютого 2024 року, обраний замість Іванни Герус                                                                                                 |
| Квурт Володимир Леонідович         | Європейська Солідарність   | Голова Винниківської міської ради | помер 28 грудня 2022 року внаслідок важкої хвороби, замість нього обраний Олег Іваш                                                                             |
| Кеньо Катерина Іванівна            | Європейська Солідарність   | Комерційний директор комунального закладу Львівської обласної ради «Львівський обласний академічний театр ляльок»                                                              | |
| Кирилич Володимир Ігорович         | Європейська Солідарність   | Лікар-хірург комунального некомерційного підприємства «Кам'янка-Бузька центральна районна лікарня»                                                                             | |
| Кізима Роман Михайлович            | Об'єднання «Самопоміч»     | Фізична особа-підприємець, м. Львів | |
| Кобецька Леся Миколаївна           | Об'єднання «Самопоміч»     | Директор з лікувальної роботи КНП «Клінічна лікарня швидкої медичної допомоги м. Львова»                                                                                       | |
| Кобзарев Олександр Володимирович   | Об'єднання «Самопоміч»     | Директор комунальної установи «Інститут міста», м. Львів | |
| Ковальчук Ігор Васильович          | Народний рух України       | Генеральний директор Львівського онкологічного центру | |
| Козицький Максим Зіновійович       | Слуга народу               | Голова Львівської обласної державної адміністрації | |
| Козловський Григорій Петрович      | Європейська Солідарність   | Фізична особа-підприємець, директор ТзОВ «Львівська тютюнова фабрика», м. Львів                                                                                                | 14.06.2022 року склав повноваження, замість нього обраний Ярослав Гасяк                                                                                         |
| Кравець Ірина Дмитрівна            | Українська Галицька партія | Секретар виконавчого комітету Новороздільської міської ради | Склала повноваження. Замість неї за списком депутатом став Володимир Гаврон                                                                                     |
| Кульчицька-Волчко Марія Василівна  | Українська Галицька партія | Фізична особа-підприємець, видавець газети «Медіа Дрогобиччина», смт. Дубляни Самбірського району                                                                              | Відкликана партією. Замість неї депутаткою визнали Галину Джулай                                                                                                |
| Леонов Едуард Володимирович        | ВО «Свобода»               | Пенсіонер, м. Львів, військовослужбовець | |
| Мазур Юрій Миколайович             | Народний рух України       | Заступник директора МПП-фірми «Тріал», м. Львів | |
| Мамчур Звенислава Ігорівна         | Європейська Солідарність   | Завідувачка кафедри екології Львівського національного університету імені Івана Франка                                                                                         | Склала повноваження. Замість неї депутаткою визнали Роксолану Єрченко.                                                                                          |
| Миляник Захар Богданович           | Голос                      | Приватний підприємець, м. Львів | |
| Оленич Сергій Романович            | Об'єднання «Самопоміч»     | Директор приватного підприємства «КАРПАТИ-БУДІНВЕСТСЕРВІС», м. Дрогобич | |
| Островський Назарій Іванович       | Українська Галицька партія | Фізична особа-підприємець, операційний директор виробничо-будівельної компанії Cosmos Prefab, м. Броди                                                                         | склав присягу 14.11.2023, змінив Юрія Фольварочного |
| Панькевич Олег Ігорович            | ВО «Свобода»               | Голова Львівського обласного об'єднання Всеукраїнського об'єднання «Свобода»                                                                                                   | |
| Пелиховський Ярослав Володимирович | За Майбутнє                | Тимчасово не працює, смт. Брюховичі | |
| Пилип Степан Романович             | ВО «Батьківщина»           | Приватний підприємець, м. Львів | |
| Письменна Тетяна Олександрівна     | Об'єднання «Самопоміч»     | Заступник директора ТзОВ «Технічне бюро «Фаєрмур», м. Львів | |
| Пляцок Анастасія Сергіївна         | За Майбутнє                | Приватний підприємець, м. Львів-Винники | |
| Подвірний Тарас Михайлович         | За Майбутнє                | Представник Уповноваженого Верховної Ради України у Львівській області, м. Львів                                                                                               | |
| Раделицький Юрій Орестович         | За Майбутнє                | Викладач - професор кафедри економічного факультету Львівського національного університету імені Івана Франка                                                                  | |
| Риботицька Соломія Володимирівна   | Європейська Солідарність   | Викладачка комунального закладу Львівської обласної ради «Львівський фаховий коледж ужиткового та декоративного мистецтва імені І. Труша»                                      | |
| Саган Володимир Степанович         | За Майбутнє                | Представник благодійної організації «Фонд братів Дубневичів» в Городоцькому районі, м. Городок                                                                                 | |
| Свистун Інна Василівна             | Об'єднання «Самопоміч»     | Начальник управління комунальної власності департаменту економічного розвитку Львівської міської ради                                                                          | |
| Свіщов Віталій Олександрович       | Європейська Солідарність   | Фізична особа-підприємець, м. Львів | |
| Седіло Микола Григорович           | Європейська Солідарність   | Фізична особа-підприємець, м. Львів | склав повноваження 29.11.2022 та перебуває за кордоном від початку повномасштабного вторгнення Росії, замість нього обраний Микола Біляк                        |
| Сех Ірина Ігорівна                 | ВО «Свобода»               | Юрист ТзОВ «ЛАДА-ОРГАНІКА», м. Броди | |
| Ситник Йосиф Степанович            | ВО «Свобода»               | Завідувач кафедри менеджменту персоналу та адміністрування Національного університету «Львівська політехніка»                                                                  | |
| Стефанків Святослав Миколайович    | Європейська Солідарність   | Голова Уличненської сільської ради Дрогобицького району | |
| Стецькович Іван Іванович           | ВО «Батьківщина»           | Заступник начальника відділу Львівської обласної ради | |
| Стечак Світлана Степанівна         | ВО «Батьківщина»           | Фізична особа-підприємець, м. Новий Розділ | |
| Сумало Назарій Михайлович          | ВО «Батьківщина»           | Комерційний директор ТзОВ «Бейден», м. Львів | |
| Супрун Ірина Анатоліївна           | Європейська Солідарність   | Фізична особа-підприємець, м. Львів | |
| Тіщенко Олександр Володимирович    | Слуга народу               | Військовий комісар Львівського обласного військового комісаріату | склав депутатські повноваження 27 лютого 2024 року, замість нього обраний Юрій Бучко                                                                            |
| Ткачук Павло Петрович              | Слуга народу               | Начальник Академії сухопутних військ імені гетьмана Петра Сагайдачного | |
| Фединяк Роман Анатолійович         | Слуга народу               | Фізична особа-підприємець, м. Львів | |
| Фенчин Олег Романович              | Європейська Солідарність   | Лікар-хірург Сокальської центральної районної лікарні | |
| Филипів Роман Степанович           | Народний рух України       | Заступник голови Львівської крайової організації політичної партії Народний Рух України                                                                                        | |
| Фольварочний Юрій Ярославович      | Українська Галицька партія | Менеджер зі збуту ТзОВ «Радехівський цукор», м. Радехів | склав повноваження 30 березня 2023 року, замість нього обраний Назарій Островський                                                                              |
| Фрей Микола Михайлович             | Європейська Солідарність   | Депутат Самбірської районної ради 6 та 7 скликань | обраний замість засудженого Михайла Дзюдзя |
| Хархаліс Володимир Романович       | Об'єднання «Самопоміч»     | Директор ТзОВ «Явір-Інвест», м. Яворів | |
| Хобзей Северин Павлович            | Голос                      | Приватний підприємець, м. Львів | |
| Холод Юрій Ігорович                | Слуга народу               | Заступник голова Львівської обласної державної адміністрації | Виконує обов'язки голови Львівської обласної ради з травня 2023 року.                                                                                           |
| Цеголко Петро Павлович             | Європейська Солідарність   | Представник Національної ради України з питань телебачення і радіомовлення у Львівській області                                                                                | |
| Цибуля Леонід Йосифович            | ВО «Батьківщина»           | В.о. головного лікаря Радехівської центральної районної лікарні | |
| Чолій Тарас Богданович             | Українська Галицька партія | Заступник голови ради ГО «Українська Галицька Асамблея», м. Львів | |
| Чорна Галина Михайлівна            | ВО «Свобода»               | Головний редактор газети ВО «Свобода», м. Львів | |
| Швед Євген Васильович              | Європейська Солідарність   | Голова Бродівської районної ради | |
| Шеремета Святослав Петрович        | Європейська Солідарність   | Директор комунального підприємства Львівської обласної ради «Доля», м. Львів                                                                                                   | |
| Щурко Іван Петрович                | Українська Галицька партія | Голова Львівської обласної організації «Української Галицької Партії» | |
| Ярмола Анна Петрівна               | Європейська Солідарність   | Директор комунального підприємства «Центр первинної медико-санітарної допомоги у місті Червонограді»                                                                           | |

На 1-й сесії, 1 грудня 2020 року, головою Львівської обласної ради VIII демократичного скликання обрана Гримак Ірина Ярославівна. 1 грудня 2020 року 1-м заступником голови Львівської обласної ради VIII демократичного скликання обраний Гірник Євгеній Володимирович, заступником — Холод Юрій Ігорович. У четвер, 6 квітня 2023 року, на позачерговій сесії Львівської обласної ради депутати проголосували за дострокове припинення повноважень голови ЛОР Ірини Гримак. В.о. голови Львівської обласної ради став перший заступник Євген Гірник. Однак він за кілька днів пішов у лікарняну відпустку, з якої так і не повернувся (наразі до 16.08.2024). Від травня 2023 року офіційно обов'язки голови Львівської обласної ради виконує заступник Холод Юрій Ігорович.
Наприкінці червня 2023 року Гірник подав заяву на складення своїх повноважень як першого заступника голови Львівської обласної ради, а 4 липня 2023 року вийшов зі складу фракції Батьківщина у Львівській облраді.